# Het Hogeland
Het Hogeland (Gronings ’t Hoogelaand) ist eine Gemeinde in der niederländischen Provinz Groningen. Sie ging zum 1. Januar 2019 aus den Gemeinden Bedum, Eemsmond, De Marne und Winsum (außer den Dörfern Ezinge, Feerwerd und Garnwerd, die Teil von Westerkwartier wurden) hervor.

## Geographie
Het Hogeland, das mit rund 903 km² die flächenmäßig größte Gemeinde der Niederlande bildet, befindet sich im Nordosten der Niederlande. Die Gemeinde wird im Norden von der Nordsee, im Osten von der Ems und im Westen von der Provinz Friesland umgeben. Het Hogeland liegt im Hogeland, woher die Gemeinde ihren Namen erhalten hat. Sie erstreckt sich auf einer Höhe zwischen –4 und 2 m NAP.

### Nachbargemeinden
| Schiermonnikoog   |                                             | Borkum (Deutschland)    |
| Noardeast-Fryslân | Kompassrose, die auf Nachbargemeinden zeigt | Krummhörn (Deutschland) |
| Westerkwartier    | Groningen                                   | Eemsdelta               |

## Politik

### Gemeinderat
Die erste Kommunalwahl der Gemeindegeschichte fand am 21. November 2018 statt. Neben den Regierungsparteien CDA, ChristenUnie, D66 und VVD standen die Oppositionsparteien GroenLinks, PvdA und SP sowie die Lokalparteien GemeenteBelangen Het Hogeland und Hogeland Lokaal Centraal zur Wahl. Im Gemeinderat finden 29 Ratsleute Platz, welche von den verschiedenen Fraktionen wie folgt genutzt werden sollen:
| Partei                        | Sitze | Sitze |
| Partei                        | 2018  | 2022  |
| ----------------------------- | ----- | ----- |
| GemeenteBelangen Het Hogeland | 8     | 8     |
| PvdA                          | 4     | 4     |
| CDA                           | 6     | 4     |
| ChristenUnie                  | 4     | 4     |
| GroenLinks                    | 3     | 3     |
| Hogeland Lokaal Centraal      | 0     | 3     |
| Lokaal Sociaal                | –     | 2     |
| VVD                           | 2     | 1     |
| SP                            | 2     | –     |
| Gesamt                        | 29    | 29    |

### College van B&W
Für die Legislaturperiode von 2019 bis 2022 haben sich die Parteien CDA, ChristenUnie, GemeenteBelangen Het Hogeland und PvdA zu einer Koalition zusammengeschlossen. Die Koalitionsparteien werden jeweils durch einen Beigeordneten im College van burgemeester en wethouders repräsentiert, das am 2. Januar 2019 ernannt worden ist. Folgende Personen gehören zum Kollegium und leiten folgende Ressorts:
| Funktion         | Name               | Partei                        | Ressort | Anmerkung                      |
| ---------------- | ------------------ | ----------------------------- | --- | ------------------------------ |
| Bürgermeister    | Hans Broekhuizen   | CDA                           | öffentliche Ordnung und Sicherheit, Personal und Organisation, Facilitymanagement, Informationstechnik, Dienstleistung, Kommunikation, Vollstreckung, Erdgasgewinnungsdossier, integrale Zusammenarbeit/administrative Verhältnisse | seit dem 1. August 2025 im Amt |
| Beigeordnete     | Eltjo Dijkhuis     | GemeenteBelangen Het Hogeland | Finanzen, Raumplanung, Genehmigungserteilung und Überwachung, Häfen, Wirtschaftswesen, Transport und Verkehr, Kunst und Kultur, Erbgut                                                                                              | –                              |
| Beigeordnete     | Kristel Rutgers    | CDA                           | Bildung, Jugendhilfe, Jugendpolitik, Klimapolitik und Energiewende, Erdgasgewinnungsdossier | –                              |
| Beigeordnete     | Harmannus Blok     | ChristenUnie                  | Erholung und Tourismus, Landwirtschaft, Fischerei und Natur, Verwaltung und Instandhaltung, kommunale Immobilien, Umwelt und Kreislaufwirtschaft (Müll, Wasser, Kanalisation), Sport, Umweltgesetz                                  | –                              |
| Beigeordnete     | Mariette de Visser | PvdA                          | Sozialhilfegesetz, Pflege und Wohl, Volksgesundheit, Partizipation (inklusive Arbeitsmarkt), öffentlicher Verkehr, Wohnen und Wohnungswesen, koordinierender Ressortleiter für Inklusion                                            | –                              |
| Gemeindesekretär | Paul van Vilsteren | —                             | — | seit dem 15. März 2018 im Amt  |

### Bürgermeister
Bis zum 1. Januar 2019 blieben die Bürgermeister der vier Gemeinden im Amt. Seitdem übernahm Henk Jan Bolding das Amt des Bürgermeisters der Gemeinde Het Hogeland zunächst kommissarisch. Am 29. Januar 2020 erfolgte seine offizielle Ernennung. Mit Wirkung zum 1. August 2025 wurde Hans Broekhuizen als Bürgermeister eingeführt.

### Gemeindesitz
Die Gemeindeverwaltung sowie das Kollegium sind in Winsum beheimatet, während der Gemeinderat dagegen seinen Platz im Ratssaal in Uithuizen einnimmt.